# Francesco Proto
Francesco Marzio Proto Carafa Pallavicino, duca di Maddaloni (Napoli, 28 marzo 1821 – Napoli, 25 aprile 1892), è stato un politico italiano.

## Biografia
Nel 1848 venne eletto come deputato di Casoria alla Camera Napoletana.
Dopo un lungo esilio, si fece eleggere come deputato alla Camera del Regno d'Italia nel 1861. Il 20 novembre del 1861, Francesco Proto presentò una mozione che fu un violento atto di accusa contro la politica del Governo nei riguardi delle province napoletane dove si venne a creare una situazione che non si riusciva più a controllare. La mozione affermava che:
Questo irritò il Governo e il deputato di Casoria venne, quindi, invitato a ritirare la sua mozione e, al suo rifiuto, la Presidenza della Camera non ne autorizzò la pubblicazione negli Atti parlamentari e ne vietò la discussione in aula. Dopo poco il deputato Francesco Proto si dimise dal Parlamento e la mozione venne pubblicata con il titolo La mozione d'inchiesta del duca di Maddaloni a Nizza nel 1862. Tornò in seguito a Napoli dove morì nel 1892.